# Fanconi-Anämie-Gruppe-J-Protein
Das Fanconi-Anämie-Gruppe-J-Protein (FANCJ) (Gen-Name: BRIP1) ist ein Enzym in Eukaryoten, das in der Lage ist, doppelsträngige DNA durch Homologe Rekombination zu reparieren. Es ist ausschließlich im Zellkern zu finden. Beim Menschen wird am meisten FANCJ in den Hoden produziert. Mutationen im BRIP1-Gen können zu FANCJ-Mangel und dieser zu erblichem erhöhten Risiko für Brustkrebs oder zur seltenen Fanconi-Anämie führen.
FANCJ gehört zur Familie der RecQ DEAH Helikasen. Es interagiert mit den BRCT-Einheiten des BRCA1-Proteins. Der entstehende Bindungskomplex hat eine wichtige Funktion bei der Reparatur von Gendefekten. Es öffnet die Stränge der DNA-Doppelhelix.
Das BRIP1-Gen liegt beim Menschen auf Chromosom 17, Genlocus q23.2. Auf dem gleichen Chromosom liegt auch BRCA1.

## Entdeckung und Funktion
Bei der äußerst seltenen Fanconi-Anämie wurde das BRIP1-Gen erstmals entdeckt. Sind beide Kopien des Gens mutiert, so führt dies bei den Betroffenen zu einem Zusammenbruch des blutbildenden Systems im Knochenmark sowie zu einem erhöhten Krebsrisiko.
2006 untersuchte das britische Institute of Cancer Research 1212 Brustkrebs-Patientinnen ohne BRCA1-Mutation. Davon trugen neun (=0,74 %) eine Mutation von BRIP1. In einer Vergleichsgruppe von 2081 gesunden Frauen hatten nur zwei (=0,1 %) die BRIP1-Mutation. Durch die Mutation ist das im BRIP1-Gen codierte Protein offensichtlich nicht mehr in der Lage DNA-Schäden zu reparieren. In der Folge steigt die Wahrscheinlichkeit an Brustkrebs zu erkranken. Es wird geschätzt, dass Frauen mit einer Mutation im BRIP1-Gen ein doppelt so hohes Risiko haben, an Brustkrebs zu erkranken.